# Вовчанчин Ігор Ярославович
Вовчанчин Ігор Ярославович (нар. 8 червня 1973) — український спортсмен, професійний кікбоксер і спеціаліст зі змішаних бойових мистецтв (англ. MMA). Чемпіон світу з кікбоксингу за версією IAKSA. Чемпіон СНД з кікбоксингу. Чемпіон світового турніру з вале тудо (WVC) у важкій ваговій категорії. В змішаних бойових мистецтвах: чемпіон турніру IFC, дворазовий чемпіон і віце-чемпіон турнірів IAFC, переможець і призер багатьох турнірів з боїв змішаного стилю в Україні, Росії і Білорусі. Ветеран Бійцівського чемпіонату PRIDE (27 боїв).

## Біографія
Ігор Ярославович Вовчанчин народився 6 серпня 1973 у смт. Золочів, Української РСР. З шкільних років займався спортом: легкою атлетикою, боксом. За власним свідченням, в школі багато шкодив і бився, але вчився нормально. У профільний для себе кікбоксинг Ігор прийшов вже на запрошення тренерів, маючи відповідний рівень боксерської техніки і добру фізичну підготовку.
В 1993 році, у 20-річному віці, Ігор Вовчанчин здобув титул чемпіона світу з кікбоксингу за версією IAKSA. Цього ж року він завойовує титул чемпіона з кікбоксингу в СНД.

### Кар'єра в змішаних бойових мистецтвах
Початок
В квітні 1995 року в Харкові проходив один із перших українських турнірів з боїв змішаного стилю — «Честь воїна». Ігор Вовчанчин, як успішний кікбоксер, був запрошений до участі у змаганнях турніру і переміг двох суперників, але у третьому бою був здоланий незнайомою для себе технікою: екс-чемпіон СРСР з самбо харків'янин Андрій Бесєдін провів больовий прийом на ногу Ігоря. По завершенню змагань Вовчанчин із завзяттям взявся до опанування технік боротьби.
На чемпіонат світу зі змішаних бойових мистецтв, що проводився в Москві організацією IAFC 25-26 вересня 1995 року, Ігор Вовчанчин поїхав вже з навичками борця. Він здобуває три перемоги: двічі над вихованцем клану Ґрейсі бразильцем Аділсоном Лімою, а також над росіянином Сергієм Акінєном. В четвертому бою, проти тульського самбіста Михайла Ілюхіна, Вовчанчин зазнав поразки. Втім, перемогу росіянина не прийнято вважати чистою, оскільки удушення, яке намагався провести Ілюхін супроводжувалось тиском підборіддя на око, чого не помітив рефері. Цей факт зафіксований у вітчизняній і західній статистиці обох бійців.
В січні 1996 року Ігор Вовчанчин вирушає на третій для себе турнір — «Містер Силач Секай», що проводився у Мінську під патронатом компанії «Секай» і мав на меті популяризацію бойової техніки організаторів турніру — «секай-но кемпо». Відповідно, більша частина учасників змагань була із східним профілем підготовки: ушу, дзюдзюцу і вже згадане секай-но кемпо. Тяжкий ударник Ігор Вовчанчин без видимих труднощів переміг трьох суперників за вечір: українця Сергія Бондаровича, білорусів Романа Тікунова і Миколу Яцука. Таким чином він здобув першу для себе перемогу у професійному турнірі зі змішаних бойових мистецтв.
Закріплення успіху
Урожайний 1996 рік приносить українському спортсмену перемоги на багатьох турнірах: «Українському октагоні» в Донецьку, де Вовчанчин здобуває три перемоги за вечір, щоразу нокаутом, Першому чемпіонаті України з боїв змішаного стилю і першому турнірі Міжнародного бійцівського чемпіонату (англ. IFC) в Києві. Останній, рекламований на заході як «Kombat in Kiev», а в Києві — як «Ніч діаманта», зібрав у змаганнях за титул чемпіона знаних бійців світового рівня. Зокрема Вовчанчину довелось змагатися із американськими бійцями, які значно переважали його у вазі і зрості — ветераном UFC, аляським велетнем Полом «Полярним ведмедем» Варелансом, а також з ударниками «Великим Джоном» Діксоном та Фредом Флойдом, на прізвисько «Коток». Здолавши всіх суперників, Ігор Вовчанчин отримав титул чемпіона турніру. За його власними словами, призових коштів (25 000 доларів) він так і не отримав, але свою перемогу на цьому турнірі вважає найвеличнішою в кар'єрі. Варто зазначити, що цей турнір був першим для IFC, який згодом розгорнувся у повноцінний чемпіонат з MMA, що проводиться й дотепер. До кінця року Вовчанчин бере участь у турнірі в Донецьку, де виграє три бої нокаутом і удушеннями, виступає в головних боях на змаганнях в Харкові і Москві.
В травні 1997 року Ігор Вовчанчин виступає на українському турнірі з саньда, в Одесі. Вигравши два бої, Ігор виходить зі змагань через травму — перелом правої руки. Через три місяці, 29 серпня, Ігор знову виступає в Москві, на змаганнях IAFC за Кубок Росії. Вигравши один бій у росіянина Василя Кудіна, Ігор автоматично вийшов у фінал змагань, оскільки його суперники, виснажені попередніми боями, відмовлялись від виходу на ринг. На початку осені Вовчанчин нокаутує трьох суперників на змаганнях із боїв вільного стилю в Донецьку, і починає готуватись до змагань за Кубок світу в Ізраїлі. IAFC проводить Чемпіонат світу 12 листопада 1997 року в Тель-Авіві. Тут Вовчанчин здобуває декілька важких перемог, зокрема у 35-хвилинному двобої з вірменином Михаїлом Аветісяном і у півгодинному бою з американцем Ніком Нуттером, якому Вовчанчин ламає головою ніс. Таким чином він стає дворазовим чемпіоном IAFC.
3 лютого 1998 року Ігор Вовчанчин стає чемпіоном престижного бразильського турніру з вале тудо — WVC. Опонентами українця стали бразильські бійці Палярес і Родрігес, а також Нік Нуттер, якого Вовчанчин знову відправляє у нокаут, цього разу — коліном. Згодом Ігор ще двічі відвідає Бразилію для виступів у головних боях (т.з. супербої) на 6-му і 7-му турнірах WVC.
PRIDE
11 жовтня 1998 року Вовчанчин дебютує в Бійцівському чемпіонаті PRIDE. Його опонентом стає досвідчений кікбоксер, зірка східних чемпіонатів з бойових мистецтв, канадець Гері Ґудрідж. Вовчанчин перемагає його технічним нокаутом на шостій хвилині першого раунду.
З 1999 року Вовчанчин регулярно виступає в PRIDE. Протягом року він перемагає Акіру Шоджиї, Карлоса Баретто, Марка Керра і Франціско Буено. Після бою з останнім, до Ігоря підійшов президент K-1 і нагородив його тисячею доларів за нокаут, «подібних якому він ще не бачив». Результат же бою з Марком Керром був згодом анульований за рішенням суддів. Причина: заборонені удари з боку Вовчанчина. Бій визнали таким, що не відбувся.
У проміжку між змаганнями в PRIDE Ігор проводить два бої на батьківщині, у важкій ваговій категорії, в рамках міжнародного турніру «Інтерпрайд». В обох боях виграє і здобуває чергову нагороду.
2000 рік починається для Вовчанчина на новому рівні: він бере участь у Гран-прі Чемпіонату PRIDE. На відкритті він виграє у Алекса Оцукі, а в фіналі у досвідчених бійців Казуші Сакураби і, вже вдруге, у Гері Ґудріджа, у обох технічним нокаутом, та врешті поступається легендарному американському борцю Марку Колмену.
Тривалий час Ігор виступає лише в PRIDE. Він не пропускає жодного етапу чемпіонату з 4-го по 15-й, і записує в свій актив перемоги над багатьма сильними суперниками. Дає реванш Марку Керру, і вдруге перемагає його. В листопаді 2001 року Вовчанчин приїздить у Вільнюс на запрошення організаторів чемпіонату RINGS, але суперник, із яким мав битися Ігор, не зміг виступити на змаганнях, і Вовчанчину призначають іншого опонента. Бій вийшов не видовищний: через домовленості, Ігор не мав права завдавати ударів руками і працював низькими ударами ніг, все ж перемігши технічним нокаутом. По цьому знову повертається в PRIDE. Проводить бої проти Валентайна Оверіма, Хіта Хіррінґа, Куінтона Джексона, Мірко Філіповича. Останнім трьом програє. Особливо сильно дісталось Вовчанчину від Джексона (два сильні кидки, і в результаті — травма) і від хорватського кікбоксера Філіповича (нокаут від удару ноги в голову).
У 2004 році Ігор здобуває низку рішучих перемог — дві в PRIDE (дострокові, нокаутами) і одну на вітчизняному турнірі з фрі-файту «Вода Пересвіту» (дострокову, больовим на ногу).
Завершення кар'єри
2005 рік стає для Ігоря Вовчанчина переламним. Продовжуючи виступи в PRIDE, він здобуває дві впевнені перемоги над японцями Йошікі Такахаші та Юкі Кондо, але влітку, припустивши помилку, програє удушенням Алістару Оверіму і неоднозначним рішенням суддів — чемпіону світу з дзюдо Казухіро Накамурі (під час виснажливої боротьби в партері Вовчанчин демонстрував достатню перевагу над суперником, і рішення суддів спровокувало велику дискусію). Через деякий час, під час чергового тренування, у Ігоря стався рецидив старої травми — перелому правої руки, посилений накопиченою за довгі роки втомою організму. Для повернення працездатності йому була необхідна операція і курс реабілітації. Психологічно ж, на чемпіона тиснули останні поразки. Зваживши ситуацію, Ігор Вовчанчин вирішив залишити спорт.

### Родина і особисте життя
Ігор Вовчанчин одружений, має доньку. Після завершення спортивної кар'єри він займається бізнесом і повертатися на ринг не збирається. Втім, Ігор є регулярним почесним гостем багатьох вітчизняних і зарубіжних турнірів, крім того, він бере участь у підготовці українських бійців змішаного стилю.
Вовчанчин займається ресторанним бізнесом. Йому належить ресторан «Фараон» в Харкові.
Ігор Вовчанчин раніше захоплювався байкінгом, і підтримував дружні стосунки із харківським мотоклубом «Street Warriors».

### Відгуки колег про Ігоря
Відомий японський боєць Енсон Іноуе, який в 2000-му році бився з Ігорем, в одному з інтерв'ю зазначив, що після бою «у мене була зламана щелепа, зламаний палець, луснута барабанна перетинка, струс мозку... і я два дні провів у реанімації». 
Американський боєць Гарі Гудрідж, з яким Вовчанчин зустрічався двічі (1998, 2000), говорив про Ігоря наступне: «Ігор б'є сильніше, ніж Федір (Ємельяненко). Цей хлопець псих».

## Цікаві факти
- Т.з. «удар Вовчанчина» — специфічна ударна техніка, вироблена Ігорем протягом своєї кар'єри, була запозичена багатьма бійцями, зокрема відомим бійцем українського походження, чемпіоном світу зі змішаних бойових мистецтв Федором Ємельяненком[9].
- Спортивна команда «Team Vovchanchyn», куди, крім самого Вовчанчина, входять бійці Генадій Мацигора, Ігор Шпатенко та Ігор Копалів, в різні часи входила у двадцятку найкращих команд світу за співвідношенням виступів і перемог[15].
- В американському фільмі «Розгромна машина» Ігора Вовчанчина зіграє український боксер Олександр Усик[16][17].

## Статистика в змішаних бойових мистецтвах
| Професійна кар'єра бійця |            |            |
| Боїв 70                  | Перемог 59 | Поразок 10 |
| Нокаут                   | 41         | 1          |
| Здача                    | 10         | 6          |
| Рішення суддів           | 8          | 3          |
| Не відбулись             | 1          | 1          |

| Результат   | Противник                | Спосіб                              | Раунд | Час   | Дата                                             | Місце                | Подія                                            | Примітки |
| ----------- | ------------------------ | ----------------------------------- | ----- | ----- | ------------------------------------------------ | -------------------- | ------------------------------------------------ | --- |
|             |                          |                                     |       |       |                                                  |                      |                                                  | |
| Поразка     | Казухіро Накамура        | Рішення суддів (одностайне)         | 2     | 5:00  | 28 серпня 2005                                   | Сайтама, Японія      | Турнір PRIDE «Final Conflict 2005»               | |
| Поразка     | Алістар Оверім           | Здача (удушення)                    | 1     | 1:20  | 26 червня 2005                                   | Сайтама, Японія      | Турнір PRIDE «Critical Countdown 2005»           | |
| Перемога    | Юкі Кондо                | Рішення суддів (одностайне)         | 3     | 5:00  | 23 квітня 2005                                   | Осака, Японія        | Турнір PRIDE «Total Elimination 2005»            | |
| Перемога    | Йошікі Такахаші          | Нокаут (удар кулаком)               | 1     | 1:10  | 2 лютого 2005                                    | Сайтама, Японія      | 29 етап PRIDE                                    | |
| Перемога    | Сергій Терезімов         | Здача (больовий прийом на ногу)     | 1     | 1:34  | 3 грудня 2004                                    | Київ, Україна        | Турнір «Вода Пересвіту»                          | |
| Перемога    | Кацухіза Фуджії          | Нокаут (удари кулаками)             | 1     | 4:02  | 14 жовтня 2004                                   | Осака, Японія        | Турнір PRIDE «Bushido 5»                         | |
| Перемога    | Ден Бобіш                | Технічний нокаут (удари кулаками)   | 2     | 1:45  | 1 лютого 2004                                    | Осака, Японія        | 27 етап PRIDE                                    | |
| Поразка     | Мірко Філіпович          | Нокаут (удар ногою)                 | 1     | 1:29  | 10 серпня 2004                                   | Сайтама, Японія      | Турнір PRIDE «Total Elimination 2003»            | |
| Перемога    | Боб Шрайбер              | Здача (удушення)                    | 2     | 4:05  | 8 червня 2003                                    | Амстердам, Голландія | Локальний турнір                                 | |
| Поразка     | Куінтон Джексон          | Здача (травма)                      | 1     | 7:17  | 29 вересня 2002                                  | Наґоя, Японія        | 22 етап PRIDE                                    | |
| Поразка     | Хіт Хіррінґ              | Рішення суддів (одностайне)         | 3     | 5:00  | 24 лютого 2002                                   | Сайтама, Японія      | 19 етап PRIDE                                    | |
| Перемога    | Валентайн Оверім         | Здача (больовий прийом на ногу)     | 1     | 4:35  | 23 грудня 2001                                   | Амстердам, Голландія | Локальний турнір                                 | |
| Перемога    | Рікардас Роцевічус       | Технічний нокаут (удари ногами)     | 2     | Н/Д   | 10 листопада 2001                                | Вільнюс, Литва       | Турнір RINGS                                     | Особливі умови двобою: Вовчанчин не мав права завдавати ударів руками.                                                                                               |
| Поразка     | Маріо Сперрі             | Здача (удушення)                    | 1     | 2:52  | 3 листопада 2001                                 | Токіо, Японія        | 17 етап PRIDE                                    | |
| Перемога    | Масаакі Сатаке           | Здача (больовий прийом на ногу)     | 1     | 4:35  | 23 грудня 2001                                   | Амстердам, Голландія | 15 етап PRIDE                                    | |
| Перемога    | Гілберт Айвел            | Здача (удушення)                    | 1     | 1:52  | 27 травня 2001                                   | Йокогама, Японія     | 14 етап PRIDE                                    | |
| Поразка     | Трейсі Теллігмен         | Рішення суддів (одностайне)         | 3     | 5:00  | 25 березня 2001                                  | Сайтама, Японія      | 13 етап PRIDE                                    | |
| Перемога    | Марк Керр                | Рішення суддів (одностайне)         | 3     | 5:00  | 9 грудня 2000                                    | Сайтама, Японія      | 12 етап PRIDE                                    | |
| Перемога    | Нобухіко Такада          | Здача (удари кулаками)              | 2     | 5:17  | 31 жовтня 2000                                   | Осака, Японія        | 11 етап PRIDE                                    | |
| Перемога    | Енсон Іноуе              | Технічний нокаут (рішення лікаря)   | 1     | 10:00 | 27 серпня 2000                                   | Токіо, Японія        | 10 етап PRIDE                                    | |
| Перемога    | Дайдзіро Мацуі           | Технічний нокаут (розсічення)       | 1     | 5:03  | 4 червня 2000                                    | Наґоя, Японія        | 9 етап PRIDE                                     | |
| Поразка     | Марк Колмен              | Здача (удари коліньми)              | 2     | 3:09  | 1 травня 2000                                    | Токіо, Японія        | Гран-прі PRIDE (фінал)                           | Нагороджений, як фіналіст Гран-прі. |
| Перемога    | Казуші Сакураба          | Технічний нокаут (рішення кутового) | 1     | 15:00 | 1 травня 2000                                    | Токіо, Японія        | Гран-прі PRIDE (фінал)                           | |
| Перемога    | Гері Ґудрідж             | Технічний нокаут                    | 1     | 10:14 | 1 травня 2000                                    | Токіо, Японія        | Гран-прі PRIDE (фінал)                           | |
| Перемога    | Александер Оцука         | Рішення суддів (одностайне)         | 3     | 15:00 | 30 січня 2000                                    | Токіо, Японія        | Гран-прі PRIDE (відкриття)                       | |
| Перемога    | Франціску Буену          | Нокаут (удари кулаками)             | 1     | 1:23  | 21 листопада 1999                                | Токіо, Японія        | 8 етап PRIDE                                     | |
| Не відбувся | Марк Керр                | Нокаут (удари коліньми)             | 2     | Н/Д   | 12 вересня 1999                                  | Йокогама, Японія     | 7 етап PRIDE                                     | Бій визнаний таким, що не відбувся. Причина: заборонені удари з боку Вовчанчина. Рішення ухвалене після оголошення Вовчанчина переможцем, результат бою анульований. |
| Перемога    | Карлос Баретто           | Рішення суддів (одностайне)         | 3     | 5:00  | 4 липня 1999                                     | Йокогама, Японія     | 6 етап PRIDE                                     | |
| Перемога    | Вепчо Барданашвілі       | Здача (удушення)                    | Н/Д   | Н/Д   | 8 травня 1999                                    | Харків, Україна      | Турнір «Інтерпрайд»                              | |
| Перемога    | Н/Д                      | Н/Д                                 | Н/Д   | Н/Д   | 8 травня 1999                                    | Харків, Україна      | Турнір «Інтерпрайд»                              | |
| Перемога    | Акіра Шоджиї             | Рішення суддів (одностайне)         | 2     | 10:00 | 29 квітня 1999                                   | Наґоя, Японія        | 5 етап PRIDE                                     | |
| Перемога    | Едсон Карвалью           | Технічний нокаут (удари кулаками)   | 1     | 3:16  | 2 лютого 1999                                    | Бразилія             | Турнір WVC «World Vale Tudo Championship 7»      | |
| Перемога    | Алоїзіу Фреітас Нету     | Здача (під ударами)                 | 1     | 7:26  | 1 листопада 1998                                 | Бразилія             | Турнір WVC «World Vale Tudo Championship 6»      | |
| Перемога    | Гері Ґудрідж             | Технічний нокаут                    | 1     | 5:58  | 1 жовтня 1998                                    | Токіо, Японія        | 4 етап PRIDE                                     | |
| Перемога    | Нік Нуттер               | Нокаут (удар коліном)               | 1     | 0:14  | 3 лютого 1998                                    | Бразилія             | Турнір WVC «World Vale Tudo Championship 5»      | Виграв титул чемпіона |
| Перемога    | Ельяс Родрігес           | Здача (удари кулаками)              | 1     | 10:35 | 3 лютого 1998                                    | Бразилія             | Турнір WVC «World Vale Tudo Championship 5»      | |
| Перемога    | Туліу Палярес            | Здача (удари кулаками)              | 1     | 5:35  | 3 лютого 1998                                    | Бразилія             | Турнір WVC «World Vale Tudo Championship 5»      | |
| Перемога    | Нік Нуттер               | Здача (удар головою)                | 1     | 24:02 | 12 листопада 1997                                | Тель-Авів, Ізраїль   | Турнір IAFC «Absolute Fighting Championship III» | Виграв титул чемпіона. |
| Перемога    | Михаїл Аветісян          | Рішення суддів (одностайне)         | 1     | 35:00 | 12 листопада 1997                                | Тель-Авів, Ізраїль   | Турнір IAFC «Absolute Fighting Championship III» | |
| Перемога    | Валерій Пілєв            | Здача (удари кулаками)              | 1     | 7:13  | 12 листопада 1997                                | Тель-Авів, Ізраїль   | Турнір IAFC «Absolute Fighting Championship III» | |
| Перемога    | Н/Д                      | Нокаут                              | Н/Д   | Н/Д   | Н/Д                                              | Донецьк, Україна     | Локальний турнір                                 | |
| Перемога    | Н/Д                      | Нокаут                              | Н/Д   | Н/Д   | Н/Д                                              | Донецьк, Україна     | Локальний турнір                                 | |
| Перемога    | Н/Д                      | Нокаут                              | Н/Д   | Н/Д   | Н/Д                                              | Донецьк, Україна     | Локальний турнір                                 | |
| Перемога    | Михаїл Аветісян          | Технічний нокаут (рішення кутового) | 0     | 0:00  | 29 серпня 1997                                   | Москва, Росія        | Турнір IAFC «Кубок Росії»                        | Виграв титул чемпіона. Аветісян відмовився проводити бій. |
| Перемога    | Ігор Герус               | Технічний нокаут (рішення кутового) | 0     | 0:00  | 29 серпня 1997                                   | Москва, Росія        | Турнір IAFC «Кубок Росії»                        | Герус відмовився проводити бій. |
| Перемога    | Василь Кудін             | Здача (удари ногами)                | 1     | Н/Д   | 29 серпня 1997                                   | Москва, Росія        | Турнір IAFC «Кубок Росії»                        | |
| Перемога    | Аслан Хамза              | Н/Д                                 | Н/Д   | Н/Д   | 23 травня 1997                                   | Одеса, Україна       | Турнір «Кубок зірок»                             | |
| Перемога    | Дмитро Панфілов          | Технічний нокаут                    | Н/Д   | Н/Д   | 23 травня 1997                                   | Одеса, Україна       | Турнір «Кубок зірок»                             | |
| Нічия       | Леонардо Кастелло Бранко | Рішення суддів                      | 1     | 35:00 | 2 травня 1997                                    | Москва, Росія        | Турнір IAFC «Absolute Fighting Championship II»  | |
| Перемога    | Н/Д                      | Нокаут                              | Н/Д   | Н/Д   | Н/Д                                              | Харків, Україна      | Локальний турнір                                 | |
| Перемога    | Н/Д                      | Здача (удушення)                    | Н/Д   | Н/Д   | Н/Д                                              | Донецьк, Україна     | Локальний турнір                                 | |
| Перемога    | Ігор Ахметов             | Здача (удушення)                    | Н/Д   | Н/Д   | Н/Д                                              | Донецьк, Україна     | Локальний турнір                                 | |
| Перемога    | Н/Д                      | Нокаут                              | Н/Д   | Н/Д   | Н/Д                                              | Донецьк, Україна     | Локальний турнір                                 | |
| Перемога    | Фред Флойд               | Здача (удари кулаками)              | 1     | 13:14 | 30 березня 1996                                  | Київ, Україна        | Турнір IFC                                       | Виграв титул чемпіона. |
| Перемога    | Пол Вареланс             | Технічний нокаут (удари кулаками)   | 1     | 6:20  | 30 березня 1996                                  | Київ, Україна        | Турнір IFC                                       | |
| Перемога    | Джон Діксон              | Здача (зламаний ніс)                | 1     | 9:10  | 30 березня 1996                                  | Київ, Україна        | Турнір IFC                                       | |
| Перемога    | Ігор Ахметов             | Здача (удушення)                    | Н/Д   | Н/Д   | Н/Д                                              | Київ, Україна        | Чемпіонат України                                | Пройшов відбір на участь в турнірі IFC. |
| Перемога    | Н/Д                      | Н/Д                                 | Н/Д   | Н/Д   | Н/Д                                              | Київ, Україна        | Чемпіонат України                                | |
| Перемога    | Ігор Герус               | Нокаут                              | 1     | 1:41  | 1 березня 1996                                   | Донецьк, Україна     | Турнір «Український октагон»                     | Виграв турнір «Український октагон». |
| Перемога    | Сергій Шеремет           | Нокаут                              | 1     | 1:27  | 1 березня 1996                                   | Донецьк, Україна     | Турнір «Український октагон»                     | |
| Перемога    | Олег Тищенко             | Нокаут                              | 1     | 0:05  | 1 березня 1996                                   | Донецьк, Україна     | Турнір «Український октагон»                     | |
| Перемога    | Роман Тікунов            | Технічний нокаут (удар кулаком)     | 1     | 2:19  | 23 січня 1996                                    | Мінськ, Білорусь     | Турнір «Містер Силач Секай»                      | Виграв турнір «Містер Силач Секай». |
| Перемога    | Сергій Бондарович        | Нокаут (удари кулаками)             | 1     | 0:19  | 23 січня 1996                                    | Мінськ, Білорусь     | Турнір «Містер Силач Секай»                      | |
| Перемога    | Микола Яцук              | Технічний нокаут (удар кулаком)     | 1     | 0:50  | 23 січня 1996                                    | Мінськ, Білорусь     | Турнір «Містер Силач Секай»                      | |
| Поразка     | Михаїл Ілюхін            | Здача                               | 1     | 6:30  | 01995-09-25 25 вересня 1995 25 — 26 вересня 1995 | Москва, Росія        | Турнір IAFC «Absolute Fighting Championship I»   | Рефері не помітив порушення правил: Ілюхін натиснув підборіддям на око Вовчанчина.                                                                                   |
| Перемога    | Сергій Акінєн            | Технічний нокаут (зламана рука)     | 1     | 2:40  | 01995-09-25 25 вересня 1995 25 — 26 вересня 1995 | Москва, Росія        | Турнір IAFC «Absolute Fighting Championship I»   | |
| Перемога    | Аділсон Ліма             | Нокаут                              | 1     | 0:56  | 01995-09-25 25 вересня 1995 25 — 26 вересня 1995 | Москва, Росія        | Турнір IAFC «Absolute Fighting Championship I»   | |
| Перемога    | Аділсон Ліма             | Технічний нокаут (зламаний ніс)     | 1     | 1:12  | 01995-09-25 25 вересня 1995 25 — 26 вересня 1995 | Москва, Росія        | Турнір IAFC «Absolute Fighting Championship I»   | |
| Поразка     | Андрій Бесєдін           | Здача (больовий прийом на ногу)     | 1     | 1:20  | квітень 1995                                     | Харків, Україна      | Турнір «Честь воїна»                             | |
| Перемога    | Сергій Бондарович        | Технічний нокаут (удари кулаками)   | 1     | 0:18  | квітень 1995                                     | Харків, Україна      | Турнір «Честь воїна»                             | |
| Перемога    | Олександр Мандрик        | Технічний нокаут (удари кулаками)   | 1     | 3:06  | квітень 1995                                     | Харків, Україна      | Турнір «Честь воїна»                             | |

## Статистика в кікбоксингу
Проведених боїв: 62
Перемог: 60
Поразок: 2
| Результат | Противник | Спосіб | Раунд | Час | Дата | Місце | Подія | Примітки |
| --------- | --------- | ------ | ----- | --- | ---- | ----- | ----- | -------- |
|           |           |        |       |     |      |       |       |          |
| Н/Д       | Н/Д       | Н/Д    | Н/Д   | Н/Д | Н/Д  | Н/Д   | Н/Д   |          |